# تایگر تیم
تایگر تیم، (به انگلیسی: Tiger Team) به طور دیگر (TIGER) سرنام Totally Integrated Group of Expert Resources است.
برگردان به فارسی: گروه سرتاسر یکپارچه از کارگردانان کارشناس٬ سرنام به فارسی گروه سیکاکا. به گروهی از کارشناسان گفته می‌شود که برای تحقیق یا حل مشکلات فنی یا سیستمیک با هم همکاری می‌کنند.